# Eins, Zwei, Polizei
"Eins, Zwei, Polizei" var en discohit från 1994 med den italienska gruppen Mo-Do, från deras album Was ist das?. Låten bygger på ett gammalt tyskt barnrim och finns i fem olika versioner på singeln med samma namn.

## Låtlista på singeln
1. Radio Edit (3.25)
2. Gendarmerie Mix (5.12)
3. Club Mix (5.05)
4. Einstein Dr. D.J. Konzept (4.05)
5. Akkapella (0.55)